# Udalrich (Waldsassen)
Udalrich war Abt des Klosters Waldsassen von 1304 bis 1310.
Auf der Suche nach einem Abt für das Kloster Waldsassen kehrte Heinrich Heidenreich 1304 nach nur zwei Monaten der Abtwürde nach Sedletz zurück und der Abt von Walderbach lehnte den Ruf nach Waldsassen ab. Udalrich war vor seiner Berufung Novizenmeister der Laienbrüder von Königsaal, wohin er 1310 auch zurückkehrte, um die Leitung des Weinkellers zu übernehmen.